# Matthias ben Ananus
Matthias ben Ananus was hogepriester in de Joodse tempel in Jeruzalem in 43 na Chr. Matthias was een zoon van Annas, die eerder hogepriester was geweest. Ook verschillende van Matthias' broers zijn hogepriester geweest.
Matthias was de opvolger van Simon Cantheras ben Boëthus, die door Herodes Agrippa I was benoemd toen hij koning over heel het Joodse land werd. Agrippa meende echter dat Simon Cantheras bij nader inzien toch niet zo geschikt was voor het hogepriesterschap. Daarom wilde hij Matthias' broer Jonathan ben Ananus, die eerder hogepriester was geweest, opnieuw benoemen. Deze bedankte echter beleefd voor de eer en droeg Matthias voor als geschikte kandidaat. Daarop benoemde Agrippa Matthias als hogepriester.
Bij nader inzien was Agrippa echter toch niet tevreden met de keuze voor Matthias. Nog in hetzelfde jaar onhief hij hem weer uit zijn ambt, waarna hij Aljoneüs, de zoon van Simon Cantheras als hogepriester benoemde.